# Cime Gardino
Die Cime Gardino sind ein aus drei Berggipfeln bestehender Gebirgskamm im Ellsworthgebirge des westantarktischen Ellsworthlands. In den Enterprise Hills der Heritage Range bildet er 3,3 km ostsüdöstlich des Parrish Peak die nordöstliche Seitenwand eines Gletschers zwischen dem Parrish Peak und dem Lippert Peak der Douglas Peaks.
Italienische Wissenschaftler benannten ihn 2002 nach dem italienischen Bergsteiger Paolo Gardino, dem im Jahr 1997 die Erstbesteigung geglückt war.